# 松潘报春
松潘报春（学名：Primula pseudoglabra）为报春花科报春花属下的一个种。

## 扩展阅读
- 維基物種上的相關：松潘报春